# Théodore Cériez

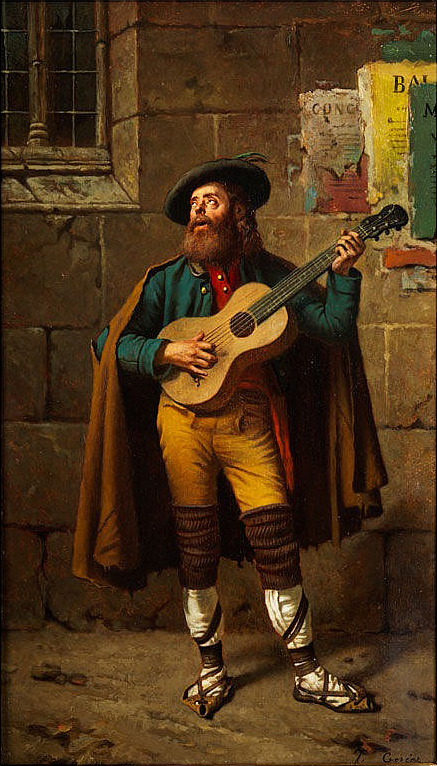
Peinture de Théodore Cériez

Théodore Cériez, né en 1832 à Poperinghe et décédé à Ypres en 1904, est un peintre de genre de nationalité belge.
Après s'être formé à l'académie de sa ville natale puis à celle d'Anvers, il fit le voyage à Paris pour y perfectionner son art et le confronter à celui des meilleurs peintres. C'est auprès de Jean-Baptiste Fauvelet (1819-1883) qu'il fit mûrir son talent.
De retour dans sa patrie il devint le directeur de l'Académie d'Ypres.
Peintre éloigné des courants et des modes, Théodore Cériez fut un prolongateur talentueux de l'art français du XVIIIe siècle, ce qui le fit apprécier de nombreux amateurs aux goûts restés classiques.
Il avait épousé Hélène De Hem, sœur de la peintre Louise De Hem dont il assura la formation et qui dépassa de loin son maître.